# Liste der Fließgewässer im Flusssystem Oranje

Das Einzugsgebiet des Oranje

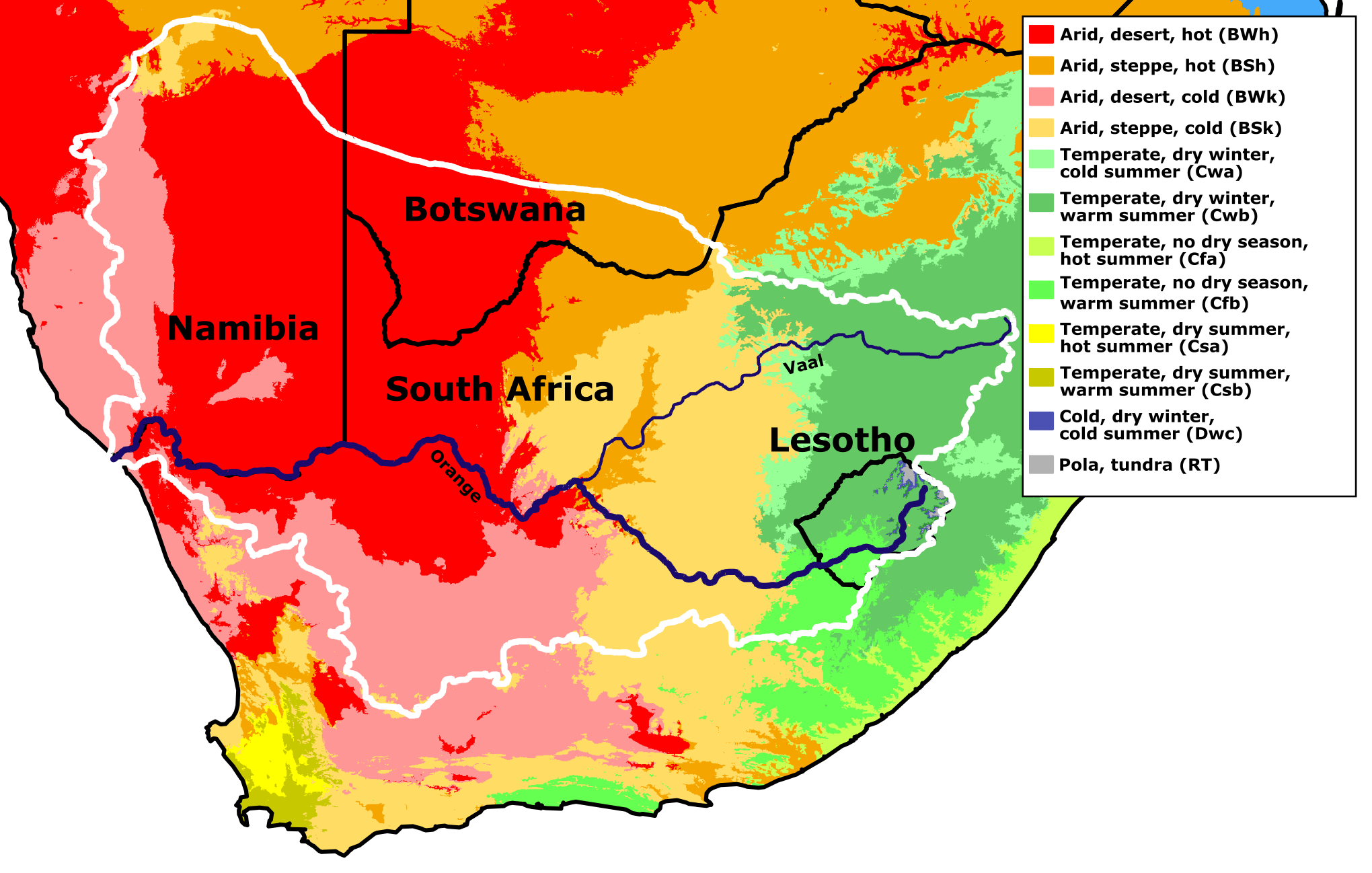
Klima im Einzugsgebiet des Oranje

Dies ist eine Liste der Fließgewässer im Flusssystem Oranje. Der Oranje ist mit 2160 Kilometern nach dem Sambesi der zweitlängste Fluss im südlichen Afrika. Er entspringt als Senqu im Hochland von Lesotho und fließt von dort aus in westlicher Richtung durch Südafrika. Sein größter Nebenfluss ist der Vaal. Er mündet als Grenzfluss zwischen Namibia und  Südafrika in den Südatlantik.
Das Einzugsgebiet wird mit Werten zwischen 0,896 und 1 Mio. km² angegeben. Es gibt in der Literatur stark davon abweichende Werte. Dies ergibt sich neben der verwendeten Messmethode daraus, ob der Molopo, der faktisch kein Oberflächenwasser mehr zum Abfluss beiträgt, mitgezählt wird oder nicht.
Im Folgenden sind die Flüsse im Einzugsgebiet des Oranje (Inklusive Molopo) in ihrer Mündungsreihenfolge aufgelistet:

## Oberer Oranje (Senqu)

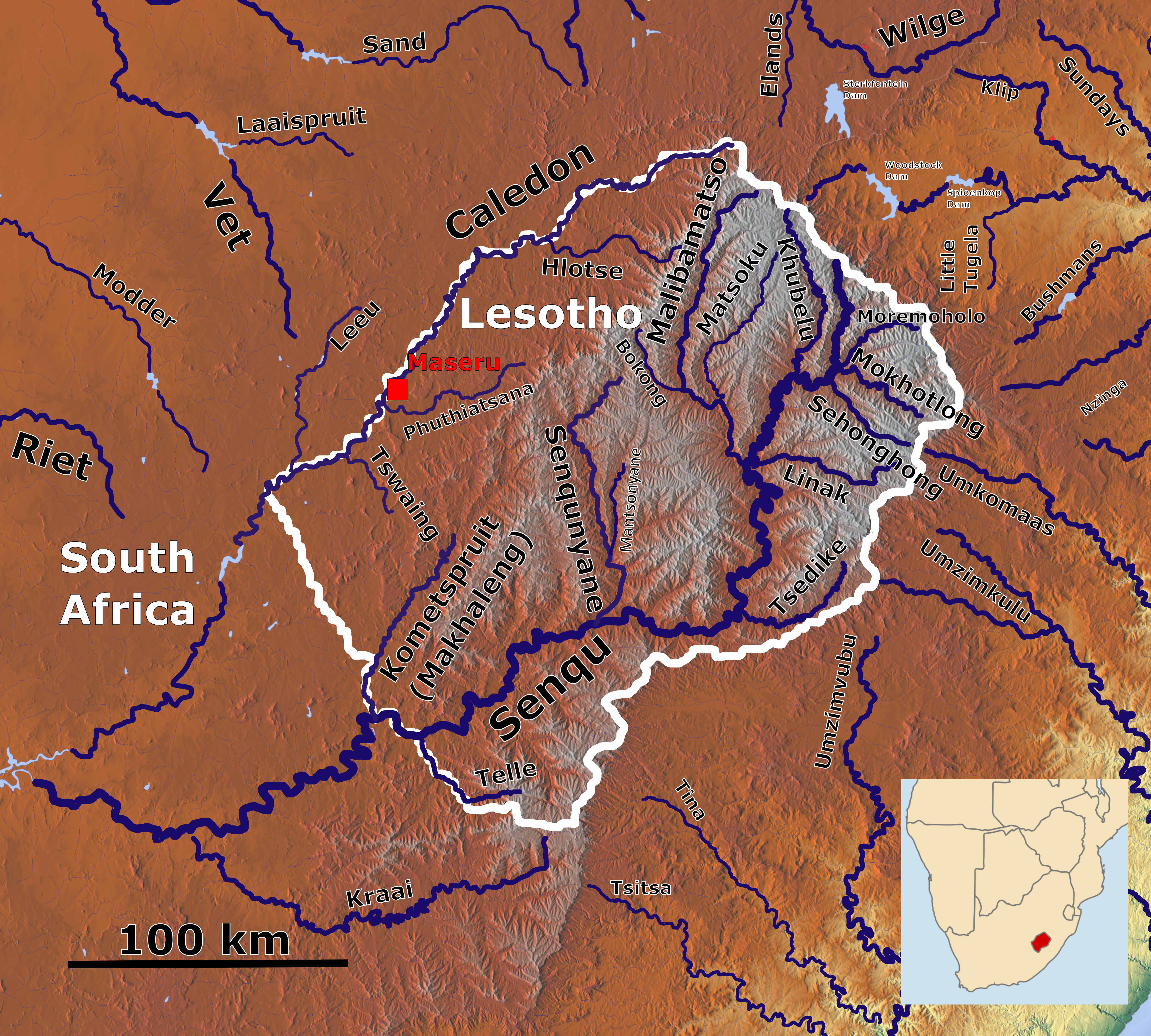
Karte mit den größten Flüssen Lesothos

Senqu (Oranje)
- Moremoholo (l)
- Mokhotlong (l)
  - Sangebethu (r)
  - Bafali (r)
- Sehonghong (l)
- Bobatsi (l)
- Khubelu (r)
  - Mofalaneng (r)
- Linakeng (Linak, Dinakeng) (l)
- Malibamatšo (r)
  - Bokong (r)
  - Matsoku (l)
  - Semenanyane (l)
- Tsoelike (Tsedike) (l)
- Senqunyane (r)
  - Mantsonyane (l)
- Telle River (l)
- Kometspruit (Makhaleng) (r)
- Kraai River (l)
- Wonderboom Spruit (l)
- Caledon (r)
  - Hlotse (l)
  - Phuthiatsana
  - Tswaing (l)
  - Leeu (r)
  - Slykspruit (r)
- Brakspruit (l)
- Oorlogspoort (l)
- Seekoei (l)
  - Elandskloof (r)
- Ongers (l)
  - Brak (l)
  - Groen (l)
  - Beervlei (r)
- Hondeblaf (l)

## Vaal

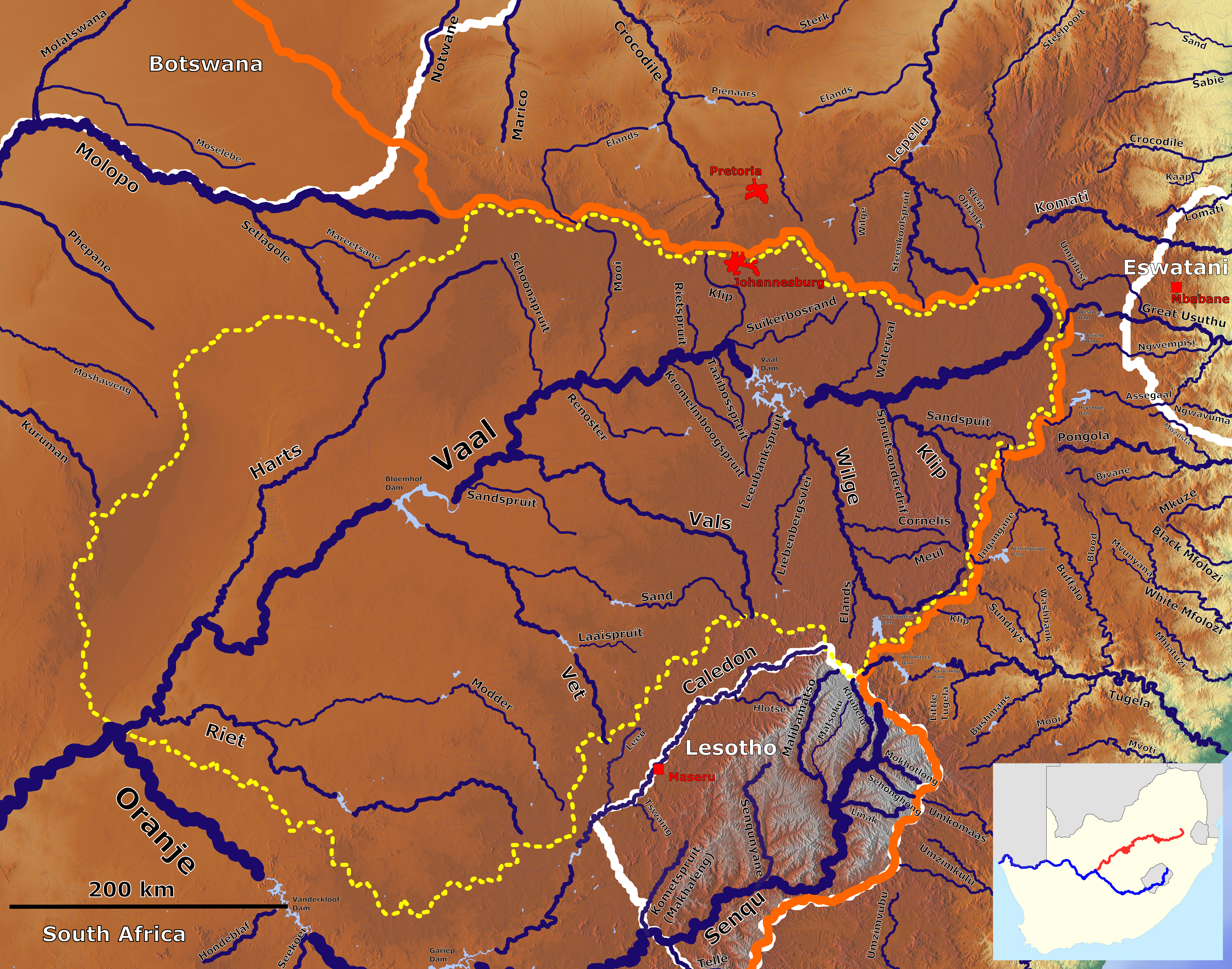
Das Einzugsgebiet des Vaal

- Klip (l)
  - Sandspuit (r)
  - Spruitsonderdrif (l)
- Waterval (r)
- Wilge (l)
  - Elands (l)
  - Meul (r)
  - Cornelis (r)
  - Liebenbergsvlei (l)
  - Leeubankspruit (l)
- Suikerbosrand (r)
- Klip (r)
- Taaibosspruit (l)
- Rietspruit (r)
- Kromelmboogspruit (l)
- Mooi (r)
- Renoster (l)
- Schoonapruit (r)
- Vals (l)
- Sandspruit (l)
- Vet (l)
  - Laaispruit (r)
  - Sand (r)
- Harts (r)
- Riet (l)
  - Modder (r)

## Mittlerer Oranje
- Groenwater (r)
- Sak River (Hartebeest) (l)
  - Groot Brak (r)
  - Klein Sak (l)
  - Vis (l)
    - Riet (r)
      - Renoster

  - Olifantsvlei (r)
    - Boesakspruit (r)

  - Mottels (r)
  - Tuins (l)
  - Sout (l)

## Molopo

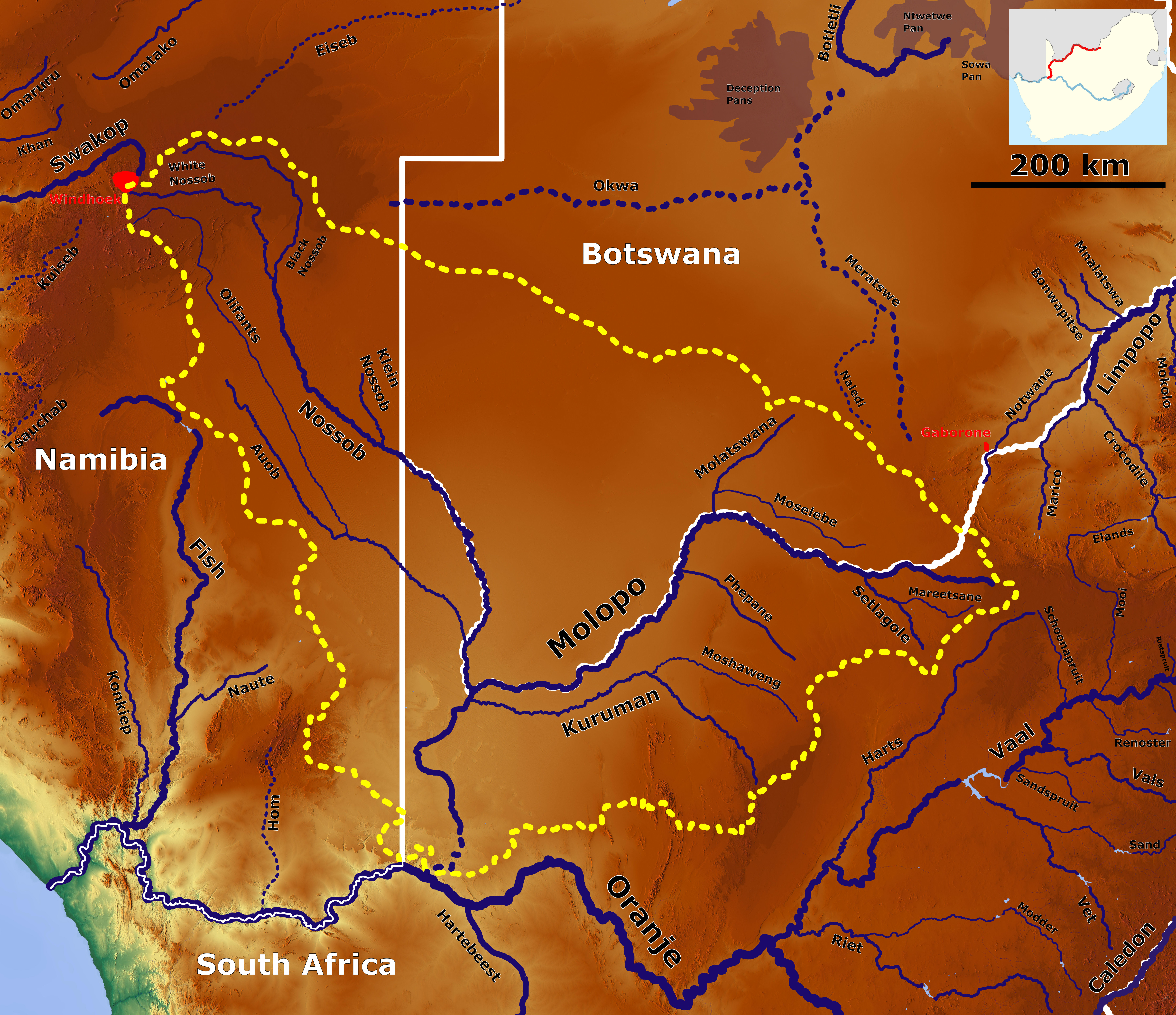
Das Einzugsgebiet des Molopo

- Ramatlabama (r)
- Madebe (l)
- Setlagole (l)
  - Mareetsane (r)
- Molatswana (r)
  - Moselebe (l)
- Phepane (l)
- Kuruman (l)
  - Moshaweng (l)
- Nossob (Weißer Nossob) (r)
  - Schwarzen Nossob (r)
  - Klein Nossob (l)
  - Auob (r)
    - Skaap (l)
    - Oanob (Usib) (r)
    - Olifants (l)
      - Seeis (l)

## Unterer Oranje
- Bak (r)
- Gaiab (r)
- Ham (r)
- Kaboep (l)
- Hom (r)
- Koa (l)
  - Brak (l)
- Uranoep (l)
- Haib (r)
- Gamchab (r)

## Fischfluss

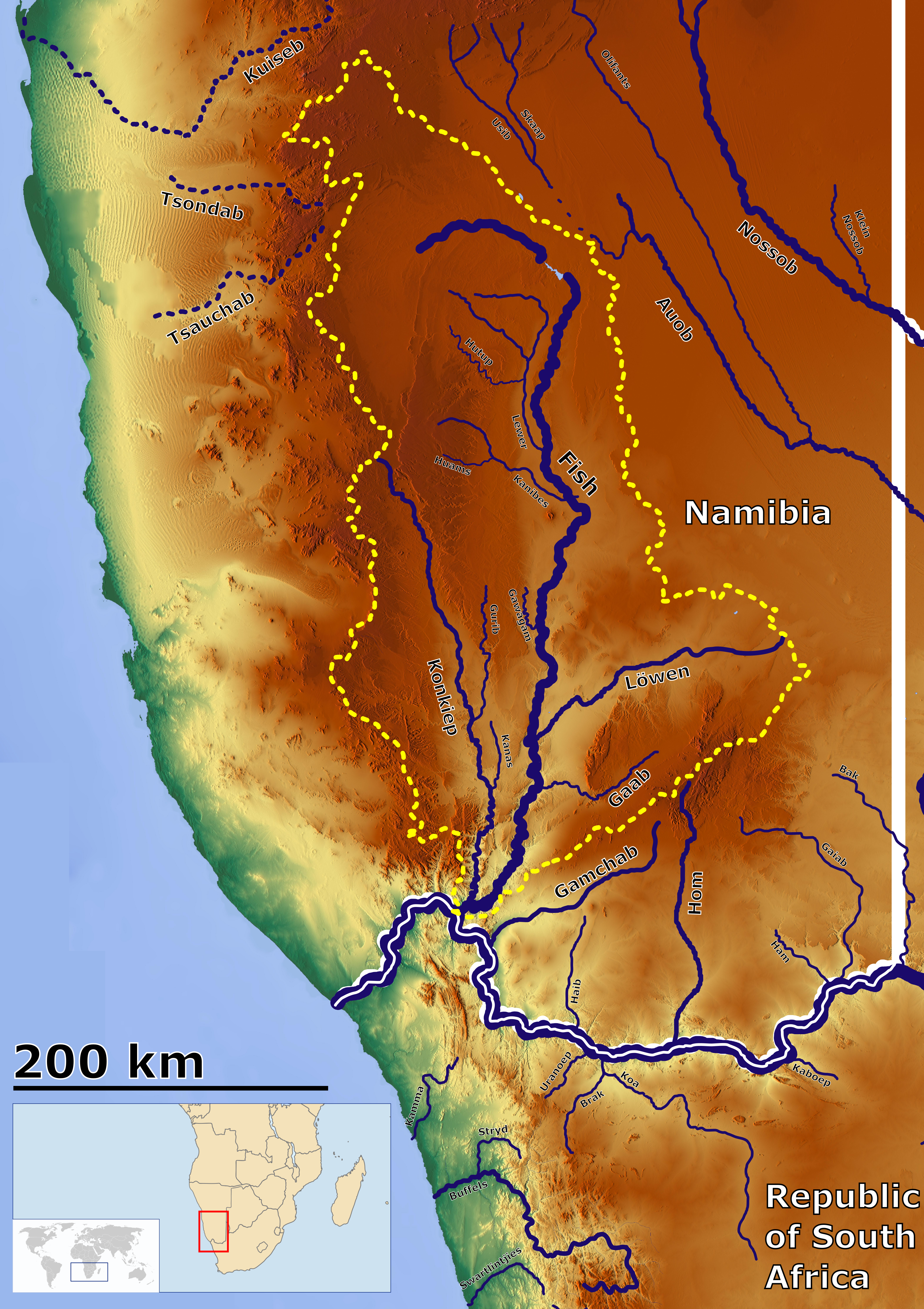
Das Einzugsgebiet des Fischflusses

- Goma-Aib (l)
- Lewer (r)
  - Hutup (r)
- Kanibes (r)
  - Huams (r)
- Asab (l)
- Gawagam (r)
- Löwenfluss (ll)
  - Gurieb (l)
- Gaab (l)
- Konkiep (r)
  - Gurieb (l)
  - Kanas (l)
- Hudup
- Kam
- Packriem